# Manu Bhaker
Manu Bhaker (n. 18 februarie 2002, Jhajjar district⁠(d), Haryana, India) este o trăgătoare de tir ce a reprezentat India, medaliată olimpică. A participat la două ediții ale Jocurilor Olimpice (2020, 2024) în care a câștigat o medalie de bronz.